# Drest X
Drest (Escocés gaélico: Drust; latino: Durst) fue rey de los Pictos desde el 845 a 848, un rival de Kenneth MacAlpin (Cináed mac Ailpín).  Según la Crónica picta, era el hijo de Uurad (también deletreado Vurad, Ferant, Ferat).
Drest Fue asesinado en Scone en el acontecimiento conocido en historia como la traición de MacAlpin. Será el último rey de los Pictos.
Con tan poca información sobre Drest, este detalle es de gran ayuda:

En la antigua tumba de St Vigeans en Forfarshire,en la cual hay una gran cantidad de monumentos celtas interesantes, hay uno en concreto que se diferencia del resto, en su unica inscripcion aparece un escrito en Céltico, que fue leída por Sir James Simpson: "La piedra de Drost, hijo de Voret." Hay una gran probabilidad de que el Drost aquí conmemorado sea el Drost hijo de Ferat y rey de los Pictos.

referido arriba [i.e., Drest hijo de Uurad]

| Predecesor: Bridei VII | Rey picto 845-848 | Sucesor: Kenneth MacAlpin (unifica su reino a los pictos) |